# Play-Yan

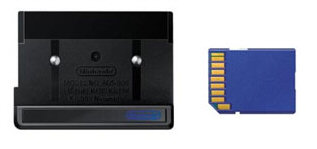
Play-Yan-spelare.

Play-Yan är ett tillbehör som passar till Game Boy Advance, Game Boy Advance SP, Game Boy Micro och Nintendo DS. Med detta tillbehör går det att spela ljud och se film på nyss nämnda enheter. Ljud och film lagras i form av MP3 eller MPEG-4-filer på ett Secure Digital-kort. Tillbehöret drar mycket ström och bör därför i första hand användas med Game Boy-modeller som har laddningsbart batteri. Detta tillbehör har slutats att tillverkas sedan 2005 och är numera ersatt med Nintendo MP3 Player.